# Jeff Lynne
Jeffrey Lynne, detto Jeff, noto anche con lo pseudonimo di Otis Wilbury (Birmingham, 30 dicembre 1947), è un polistrumentista, produttore discografico, compositore e cantante britannico di musica rock e pop attivo dalla fine degli anni sessanta ai primi anni duemila, leader della rockband Electric Light Orchestra.

## Biografia

### L'esperienza con la Electric Light Orchestra

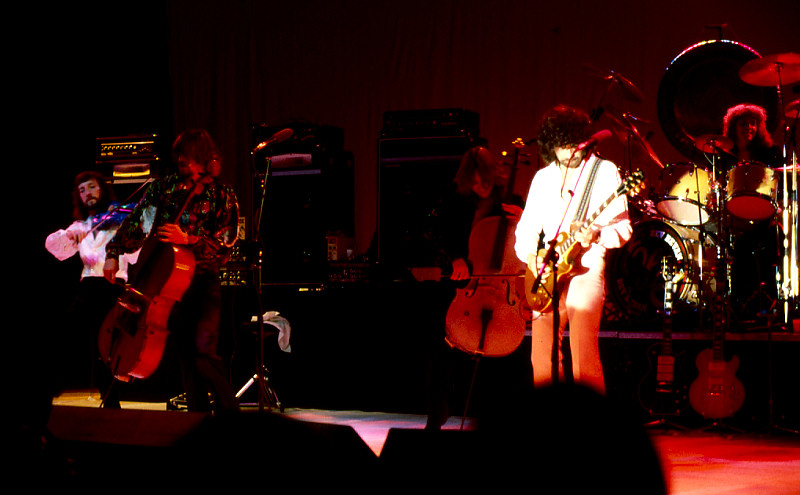
Electric Light Orchestra 1978, Oslo

Fondatore, nei primi anni settanta, insieme a Roy Wood e altri, della popolare Electric Light Orchestra, più nota come E.L.O., un gruppo inglese che fu a quei tempi il più popolare interprete della fusione tra musica rock e strumentazione orchestrale (esperienza che i membri del gruppo avevano già tentato in precedenza con The Move, complesso dalle ceneri del quale era appunto nata la E.L.O.), Lynne si mise immediatamente in luce come la prima forza creativa e direzionale del gruppo, inducendo l'altrettanto eclettico ma più incostante Roy Wood all'abbandono l'anno successivo, in maniera comunque amichevole.
Il sound della band, inizialmente più vicino al primo progressive rock comune anche a King Crimson e Jethro Tull, comincia verso il 1975 a "allargarsi", arricchendosi, oltre che di strumentazione elettronica (soprattutto il mellotron, ma anche i primi sintetizzatori), di effetti di studio molto enfatizzati, in particolar modo delay, riverbero e flanger, grazie alla sperimentazione in fase di produzione proprio di Lynne, che, rispetto a molti contemporanei altrettanto esperti nelle tecniche di produzione, preferisce orientarsi verso il successo di classifica invece che la ricerca sonora pura. Il gioco gli rende giustizia e a partire dal 1975 la E.L.O. comincia a navigare costantemente nelle zone medio-alte della classifica inglese, allestendo spettacoli dal vivo sempre più imponenti. 
Dal 1975 al 1979 è un crescendo continuo fino al culmine dell'album Discovery, del 1979, che rimane in testa alle classifiche USA e UK per diverso tempo, producendo molti singoli di successo ancor oggi molto noti.
Durante il 1980 però la band si riduce di organico: Lynne, influenzato dalle nuove tendenze elettroniche della new wave, abbandona le sezioni di archi fino a quel momento abbondantemente usate, per sostituirli con un nugolo di sintetizzatori suonati dal fido Richard Tandy, il tastierista che lo accompagnerà per quasi tutta la sua vita professionale. L'album Time del 1981, è un disco molto vigoroso, dalla produzione molto complessa e costosa, e di buon successo commerciale, ma sancisce anche l'inizio del declino: Lynne è stanco della formula E.L.O.; alcuni dei gregari cominciano ad andarsene alla chetichella, e gli album del 1983 e 1986 (l'ultimo della band) sono poco più di obbligazioni contrattuali che riscuotono anche poco interesse nel pubblico e non disturbano le classifiche.

### Nel mondo della produzione
Poco dopo la fine dell'epoca E.L.O. Lynne approda alla corte del rock americano, e, grazie alla sua fama e alle sue rodate tecniche di produzione, viene chiamato da George Harrison, l'ex-Beatle, per ripristinargli la carriera. Lynne non si fa pregare e ha un'idea: arruolando addirittura Bob Dylan, Tom Petty, l'icona del Rockabilly anni cinquanta-sessanta Roy Orbison, oltre che il già citato Harrison e se stesso, fonda un progetto originale, i Traveling Wilburys, un "supergruppo" che sforna due album eccellenti di pop-rock di lusso completamente prodotto e parzialmente arrangiato da Lynne, che nello stesso periodo produce e arrangia anche i relativi album dei singoli componenti della band: Harrison, Orbison e Petty devono a Jeff Lynne il loro riapparire sulle scene in un periodo di oscurità professionale (l'album di Orbison in particolare produsse un singolo suonato e composto da Lynne, You got It, di successo planetario).
A questo punto Jeff Lynne è nell'olimpo dei produttori mondiali: è chiamato da ogni dove, perfino i Guns N' Roses desiderano i suoi servigi sul pezzo November Rain del 1990, ma lui è troppo oberato di lavoro e, tra l'altro, desidera anche dare spazio al suo progetto personale che si materializza a partire dal 1990 con alcuni album di sua intera creazione, sorprendentemente molto più intimisti e rilassati rispetto al sound di grandi vedute al quale aveva abituato il suo pubblico.
Il picco più elevato della carriera è da individuarsi quando i restanti Beatles gli affidano, nel periodo 1993-1995, la produzione degli ultimi singoli inseriti nell'anthology, Free as a Bird e Real Love, il primo di grandissima qualità e dal successo universale. 
Lynne continua a produrre altri artisti, grandi e piccoli, a organizzare eventi (il concerto per George Harrison al tempo della sua fatale lotta contro il tumore) e a fare dischi suoi, ma il suo periodo d'oro è ormai passato. Tenta, nel 2001, più per un gesto di orgoglio che per vera convinzione, di ridare vita alla Electric Light Orchestra, con alcuni dei gregari originali più altri grossi nomi, ma l'album che ne esce non convince, il tour annunciato non decolla nemmeno e da quel momento Lynne, ormai cinquantacinquenne, tira i remi in barca e si eclissa dalle scene, limitandosi a qualche produzione di piccolo calibro. Gli ultimi anni lo vedono impegnato solamente in una battaglia legale con l'ex-batterista Bev Bevan, con lui nella E.L.O. fino al 1986, per la paternità del nome del gruppo.
Dopo diversi anni di silenzio discografico, Jeff Lynne torna sulle scene musicali nel 2015 con un doppio progetto. Compare in veste di produttore e coautore di un brano nel nuovo album del rocker canadese Bryan Adams Get Up, uscito in ottobre. Nel mese di novembre, invece, pubblica il suo nuovo lavoro di inediti, Alone in the Universe, a ben quattordici anni dall'ultima fatica in studio poco riuscita con la ELO. Lynne, come di consueto, è il factotum di questo progetto, essendone il produttore, l'arrangiatore, l'autore e l'esecutore di tutti i pezzi registrati negli ultimi 18 mesi nel suo Bungalow Palace Studio di Los Angeles. Il primo singolo pubblicato è intitolato When I Was A Boy. A supporto del nuovo progetto discografico, il musicista inglese intraprenderà nella primavera 2016 un tour britannico.

## Vita privata
Lynne è stato sposato una prima volta dal 1972 al 1977. La sua seconda moglie, Sandi Kapelson, gli ha dato due figlie gemelle nel 1979. Dal 2017 è sposato con Camelia Kath, ex moglie di Kiefer Sutherland
Lynne è un tifoso del Birmingham City F.C..

## Discografia
Da solista
- 1990 – Armchair Theatre
- 2012 – Long Wave
- 2015 – Alone in the Universe
- 2019 – From Out of Nowhere